# Sensorisk överbelastning
Sensorisk överbelastning eller överkänslighet är en kroppslig reaktion när ett eller flera sinnen blir överstimulerade. Det finns många olika delar i människans omgivning som kan leda till sensorisk överbelastning. Exempel på dessa är urbanisering, trängsel, buller, massmedier och teknologi.

## Tecken och symptom
Ett antal olika symptom kan kopplas samman med sensorisk överbelastning, både hos barn och vuxna. Bland dessa symptom kan nämnas:
- Känslouttryck
  - Irritabilitet och frustration[4]
  - Vredesutbrott[4]
  - Ångest[4]
  - Gråt och nedstämdhet[4]
- Mentala effekter
  - Självskadebeteende
- Fysiska effekter
  - Muskelspänning[5]
  - Hyperhidros
  - Yrsel[5]
  - Trötthet / Utmattning[5]
- Flykt och avstängning
  - Dålig förmåga till ögonkontakt
  - Oförmåga till socialt umgänge
  - Mental "nedstängning",[4] en vägran att delta i aktiviteter eller umgås med andra
- Aktivering
  - Extremt höga eller låga aktivitetsnivåer
  - Koncentrationssvårigheter[5]
  - Ständiga byten av aktiviteter utan att avsluta uppgifter
  - Förhöjd tendens till upphetsning[5]
  - Otålighet och rastlöshet[5]
  - Sömnlöshet[5]
- Överkänslighet gällande beröring, rörelse, syner eller ljud
  - Undvikande av beröring[5]
  - Irritation förorsakad av skor, sockor eller olika material[5]
  - Kritik mot ljud som inte inverkar negativ på andra
  - Täckande av ögonen nära starkt ljus
  - Täckande av öronen för att stänga ljud eller röster ute[5]

## Utbredning
Sensorisk överbelastning är vanligt hos personer med autismspektrumtillstånd och ADHD. Även introverta personer kan ha en större tendens att drabbas av överbelastning via sinnesintryck.
Det moderna samhället är informationstätt, och i en urban och medietät miljö kan denna typ av överbelastning drabba fler.
Överväldigande visuella upplevelser kan leda till eller kännas som sensorisk överbelastning.